# Chrysosoma meijeri
Chrysosoma meijeri är en tvåvingeart som beskrevs av Octave Parent 1932. Chrysosoma meijeri ingår i släktet Chrysosoma och familjen styltflugor. Inga underarter finns listade i Catalogue of Life.